# Икономика на Малайзия
Икономиката на страната е една от най-бързо развиващите се в Азия, с постоянен ръст на БВП от около 6,5% годишно в периода 1957 – 2005. За 2010 БВП на страната е 414,4 милиарда рингита, което я поставя на 29-о място в света. След като до 70-те години на 20 век селското стопанство и добивът на полезни изкопаеми играе основна роля в икономиката, постепенно започва преориентиране към други сектори и към засилена индустриализация през 1980-те. Сериозна роля за растежа играят и чуждестранните инвестиции. Има дисбаланс между благосъстоянието на различните етнически групи. Китайците съставляват около 1/3 от населението, но държат над 70% от капиталите на страната.
Международната търговия, силно подпомогната от важния търговски път през Малайския проток и промишлеността са основните двигатели на икономиката. Малайзия е голям износител на селскостопанска продукция, нефт (запаси от над 4,3 милиарда барела) и палмово масло (един от най-големите производители в света). Изнасят се още електротехника и компютърна техника (първо място в света по производство на компютърни чипове). От 2002 страната развива собствена космическа програма и през 2006 Музафар Шукор става първият малайзийски космонавт. Планира се и изграждане на космодрум в Борнео. Развива се и автомобилната индустрия, страната произвежда собствен национален автомобил Proton).
В последните години силно се развива и туризма, в опит да се диверсифицира икономиката. В резултат за 2009 Малайзия вече е на 9-о място в света по посещаемост от туристи.